# Gente bien
Gente bien es una telenovela mexicana producida por Lucy Orozco para Televisa en 1997, protagonizada por Patricia Manterola y Mario Cimarro, coprotagonizada por Helena Rojo y con las participaciones antagónicas de  César Évora, Ana Martín, Julián Pastor y Patricia Bernal; además de las actuaciones estelares de las primeras actrices Isela Vega, María Rivas y Ariadna Welter.

## Sinopsis
María es una joven trabajadora y honesta que presta sus servicios en una empresa farmacéutica llamada laboratorios Balmori. Desafortunadamente, se ve obligada a renunciar a su trabajo debido a que su jefe, Adolfo Klein, casi logra abusar de ella.
Después del incidente, María consigue un trabajo en la prestigiosa fábrica de Jaime Dumas, un empresario conectado a la mafia. Él es familiar y socio de Adolfo. Cuando el padre de Jaime murió dejó toda su herencia a su esposa Sara y ella dejó a cargo a Jaime para que se encargara de la fábrica, ya que es el hijo mayor.
Alicia, hermana de Jaime es esposa de Adolfo. Rebeca es esposa de Jaime, y cuando se entera de que Adolfo trató de abusar de María se crea un terrible escándalo alrededor de la familia.
Jaime conoce a María e intenta seducirla, por suerte María conoce a Gerardo, un ecologista que se encuentra investigando, juntando pruebas y luchando en contra de Jaime Dumas y su fábrica, ya que distribuye sustancias prohibidas y pesticidas ilegales. María y Gerardo se enamoran pero las circunstancias los separan.

## Elenco
- Patricia Manterola - María Figueroa
- Helena Rojo - Rebeca Sofía de los Ángeles Balmori Pérez de Dumas
- Mario Cimarro - Gerardo Felipe
- César Évora - Jaime Dumas
- Ana Martín - Alicia 'Licha' Dumas de Klein
- Isela Vega - Mercedes Figueroa, La Gata Uniformada
- María Rivas - Doña Sara Vda. de Dumas "Mamá Sara"
- Julián Pastor - Dr. Adolfo Klein
- Patricia Bernal - Angélica Medina
- Daniel Gauvry - Rafael Lazcano
- Ariadna Welter - Consuelo Luján
- Alec Von Bargen - Mauricio Dumas
- Marta Aura - Margarita 'Margara' Camacho
- Salma Hayek - Teresa
- Bárbara Eibenshutz - Elizabeth "Liz" Dumas
- Felipe Nájera - Diego
- Gabriela Murray - Yolanda
- Genoveva Pérez - Amaranta
- Jorge Capin - Wolf
- Leif Janivitz - Benjamín Klein Dumas
- Masha Kostiurina - Sabina Klein Dumas
- Rubén Rojo Aura - Jaime "Jaimito" Dumas Balmori
- Alicia del Lago - Conchita
- Claudette Maillé - Ximena Luján
- Ariane Pellicer - Celia
- Bruno Schwebel - Padre Bernardo
- Jorge Zárate - Esteban
- José Luis Avendaño - Baltazar
- Raquel Garza - Martha 'Martita' Ayala
- Marcela Morett - Reina
- Vicky Rodel - Vicky
- Paloma Woolrich - Irma Fontaint
- Rafael Mercadante - Fabricio
- Héctor Sáez - Doctor Salazar
- Rubén Rojo - Don Armando Dumas

## Equipo de producción
- Escritores: Lucy Orozco, Humberto Robles
- Argumento original: Lucy Orozco, Antonio Serrano
- Edición literaria: Antonio Noyola
- Tema musical: Gente bien
- Autor: Jorge Avendaño
- Tema: Si tú quisieras
- Letra y música: Jorge Avendaño
- Interpretado por: Patricia Manterola
- Escenografía: Rocío Vélez
- Ambientación: Silvia Santillán
- Vestuario: Gabriela Iglesias, Myriam Guerrero
- Diseño de imagen: Mike Salas
- Edición: Mónica Rodríguez
- Jefe de reparto: Jorge Salas
- Jefes de producción: Juan Manuel Azbell, Janeth Wehbe Trevizo
- Coordinadora: Nancy Lhoman
- Director de cámaras segunda unidad: Leopoldo Terrazas
- Directores de cámaras: Carlos Sánchez Zúñiga, Isabel Basurto
- Director de escena segunda unidad: Alfredo Gurrola
- Coordinadora general: María del Carmen Marcos
- Productores asociados: Humberto Robles, Juan Manuel Orozco
- Director de escena: Francisco Franco
- Productora: Lucy Orozco